# Монарх-довгохвіст африканський
Монарх-довгохвіст африканський (Terpsiphone viridis) — вид горобцеподібних птахів родини монархових (Monarchidae). Мешкає в Африці на південь від Сахари та на Аравійському півострові. Виділяють низку підвидів.

## Опис

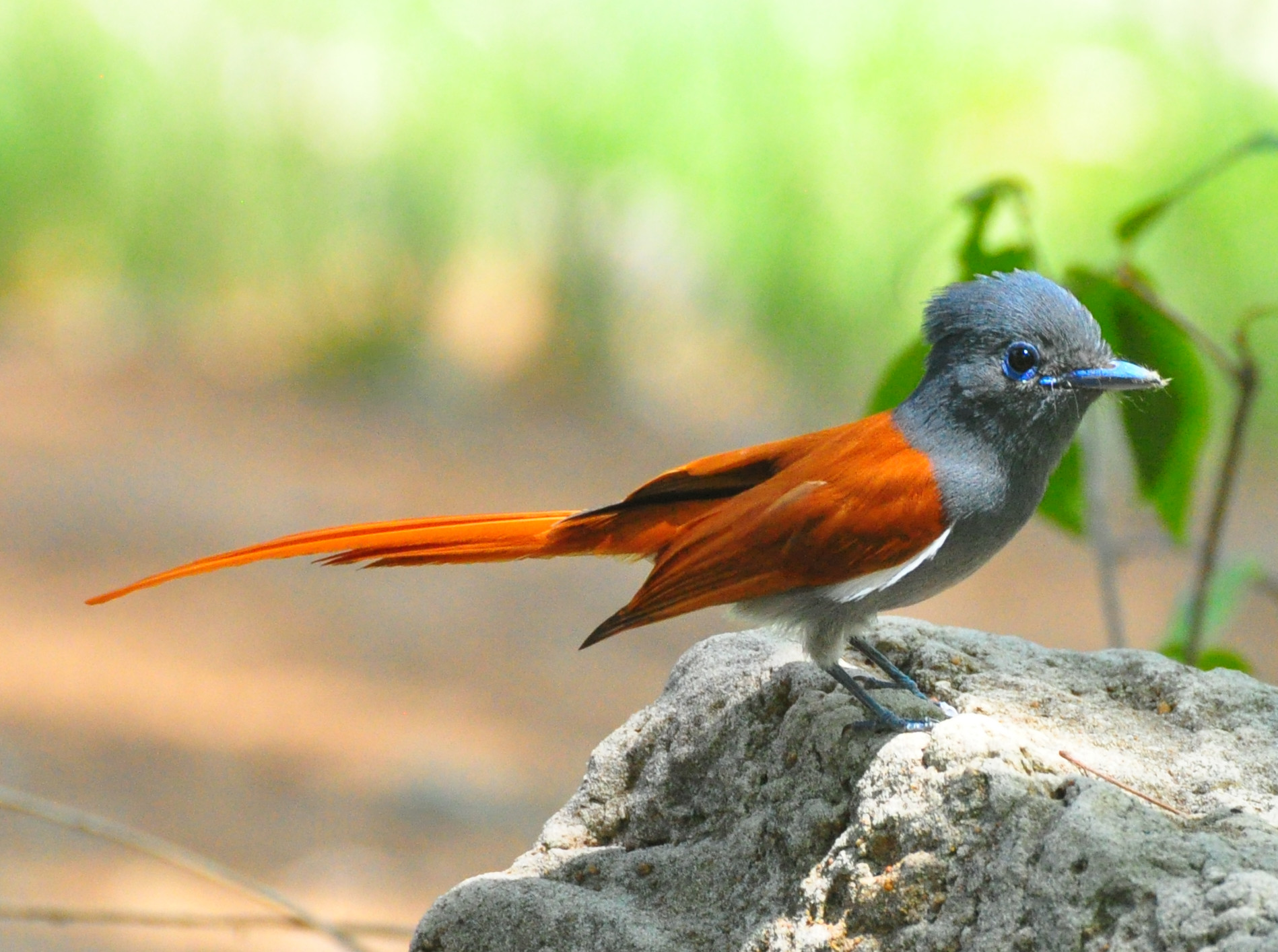
Самець африканського монарха-довгохвоста рудої морфи (Окаванго, Намібія)

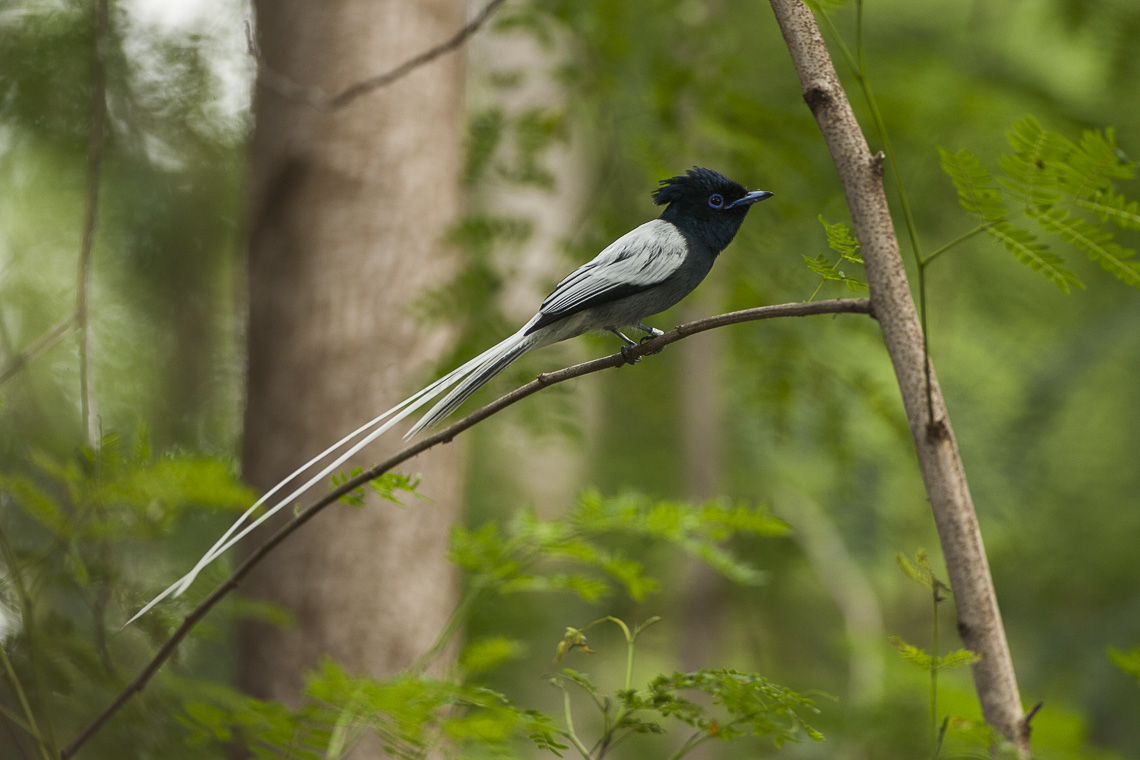
Самець африканського монарха-довгохвоста білої морфи (Кенія)

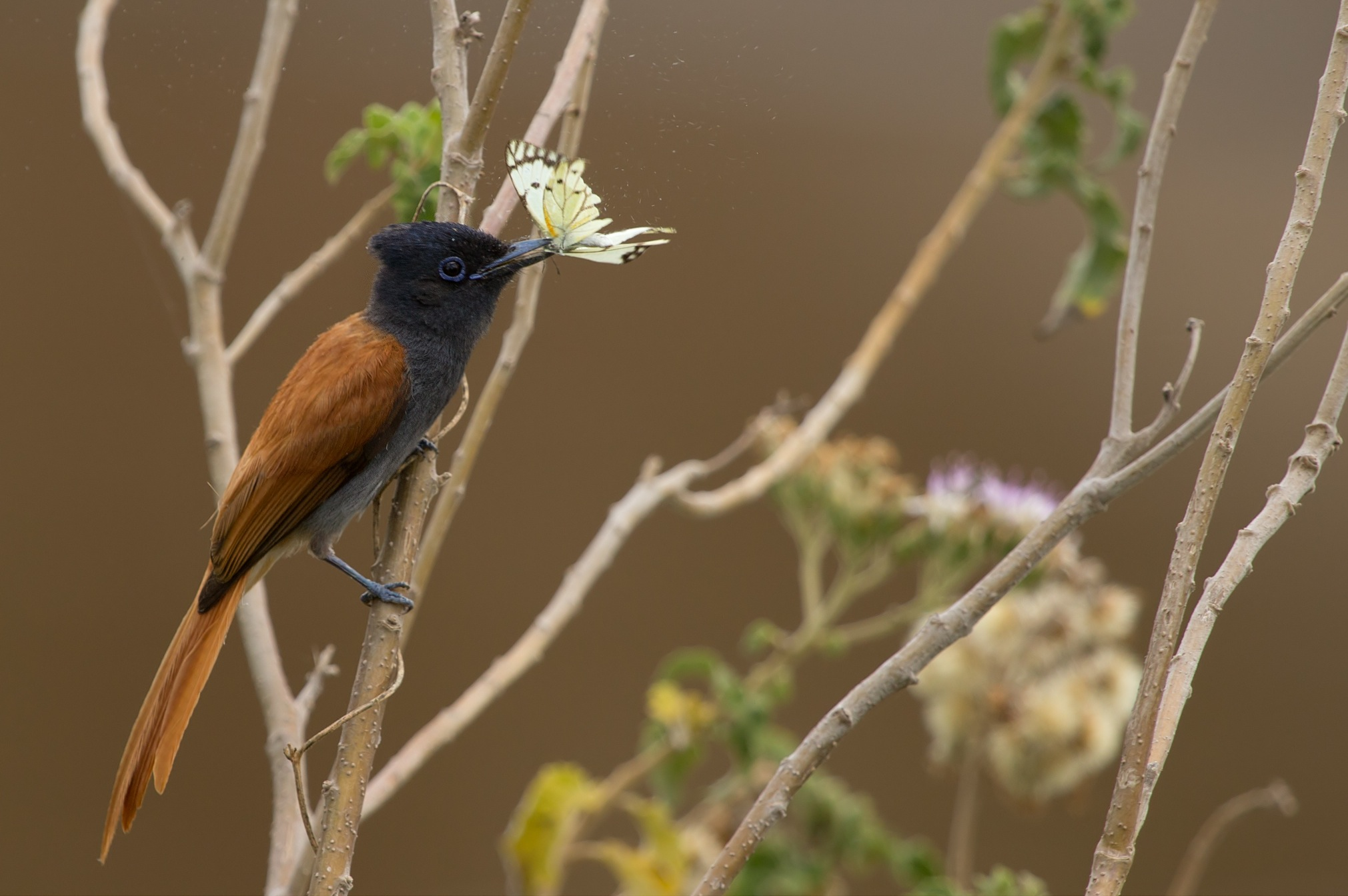
Африканський монарх-довгохвіст (Масаї-Мара, Кенія))

Довжина самців становить 41 см, враховуючи довгий хвіст, довжина самиць становить 23 см. Розмах крила становить 30-35 см, вага 11,3-19,8 г. У самців голова, шия і нижня частина тіла чорні, крила і хвіст рудувато-коричневі, на крилах помітні білі смуги. Загалом, забарвлення самців існує в кількох морфах. У деяких самців крила і хвіст є білими, а у інших на хвості є чорні смуги. Навколо очей світло-блакитні кільця. У самиць нижня частина тіла є більш коричневою, смуги на крилах у них відсутні. Забарвлення молодих самців є подібним до забарвлення самиць, однак дещо тьмяніше.

## Підвиди
Виділяють десять підвидів:
- T. v. harterti (Meinertzhagen, R, 1923) — південь Аравійського півострова;
- T. v. viridis (Müller, PLS, 1776) — від Сенегалу і Гамбії до Сьєрра-Леоне;
- T. v. speciosa (Cassin, 1859) — від південного Камеруну до південно-західного Судану, ДР Конго і північно-східної Анголи;
- T. v. ferreti (Guérin-Méneville, 1843) — від Малі і Кот-д'Івуару до Сомалі, Кенії і Танзанії;
- T. v. restricta (Salomonsen, 1933) — південна Уганда;
- T. v. kivuensis Salomonsen, 1949 — від південного заходу Уганди до сходу ДР Конго і північно-західної Танзанії;
- T. v. suahelica Reichenow, 1898 — західна Кенія і північна Танзанія;
- T. v. ungujaensis (Grant, CHB & Mackworth-Praed, 1947) — східна Танзанія і острови Занзібарського архіпелагу;
- T. v. plumbeiceps Reichenow, 1898 — від Анголи до південно-західної Танзанії, Мозамбіку і півночі ПАР. Частина популяцій мігрує до Камеруну, ДР Конго і південно-східної Кенії;
- T. v. granti (Roberts, 1948) — схід і південь ПАР. Мігрують до Зімбабве і південної Танзанії.

## Поширення і екологія
Африканські монархи-довгохвости живуть в лісистих саванах, густих чагарникових заростях і рідколіссях, на узліссях вологих тропічних лісів, на галявинах, в галерейних лісах, на полях і плантаціях, в садах. Зустрічаються на висоті до 2500 м над рівнем моря. Живляться комахами, яких ловлять в польоті, а також павуками і ягодами. Гніздо невелике, чашоподібне, розміщується на дереві. В кладці від 1 до 5 яєць, інкубаційний період триває 14-15 днів. Пташенята покидають гніздо через 11-16 днів після вилуплення. Насиджують кладку і доглядають за пташенятами і самиці, і самці. За сезон може вилупитися до 3 виводків.